# Тевзая, Виктор Васильевич
Виктор Васильевич Тевзая (груз. ვიქტორ ვასილის ძე თევზაია, 1883 или 1884, Теклати, Сенакский муниципалитет — 1932) — грузинский социал-демократ, политик, дипломат и экономист, специализировавшийся на аграрных вопросах. Публиковался под псевдонимами Машинадзе и Георгиен. С Тевзая полемизировал Ленин.

## Биография

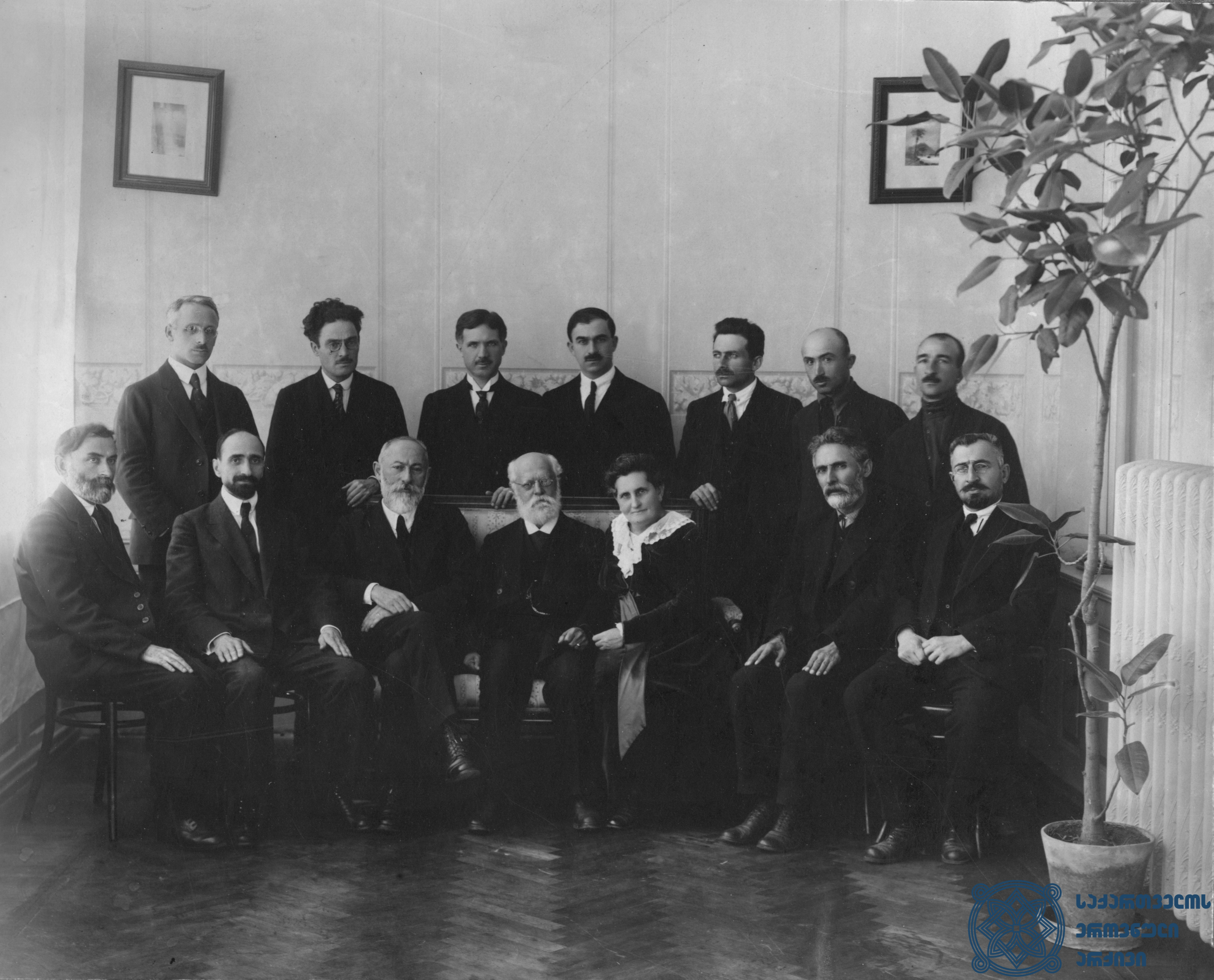
Карл Каутский с грузинскими социал-демократами, Тифлис, 1920.
1-й ряд, слева-направо: С. Девдариани, Н. Рамишвили, Н. Жордания, К. Каутский и его жена Луиза, С. Джибладзе, Р. Арсенидзе;
2-й ряд, слева-направо: секретарь Каутского Пауль Ольберг, В. Тевзая, К. Гварджаладзе, К. Сабахтарашвили, С. Тевзадзе, А. Урушадзе, Г. Цинцабадзе

Окончил Тифлисскую духовную семинарию по первой ступени в 1904 году.
Продолжил учёбу в Томском университете, оставил университет в 1904 году и вернулся в Сенаки, включился в революционное движение. Ненадолго находился под арестом в апреле 1904 года. Работал пропагандистом в Абашинском районе.
Во время русской революции 1905 года возглавлял социал-демократическую организацию в Поти, где организовал забастовку железнодорожников.
После наступления реакции жил в Западной Европе, получил должность приват-доцента Женевского университета.
В 1917 году входил в состав делегации Закавказского сейма, которая подписала перемирие с Османской империей в Эрзинджане.
В 1918 году подписал Декларацию независимости Грузии. В августе 1918 года был отправлен главой дипломатической миссии в Украинскую Народную Республику, через месяц назначен послом на Украине. В 1919 году был избран в Учредительное собрание Грузии. С 1918 по 1920 год был членом ЦК грузинской социал-демократической партии, в 1923 году, после советизации Грузии, отошёл от политики. Работал в институтах экономического профиля. В 1925 году — заведующий экономико-статистическим отделом Народного комиссариата Закавказья. С конца 1920-х годов читал лекции по политэкономии в Тбилисском государственном университете. В начале 1930-х годов был отстранён от преподавания.
Психологические проблемы и психологические расстройства стали причиной того, что в начале июня 1932 года он покончил жизнь самоубийством в Тифлисской психиатрической больнице.